# Peperomia kuntzei
Peperomia kuntzei är en pepparväxtart som beskrevs av C. Dc.. Peperomia kuntzei ingår i släktet peperomior, och familjen pepparväxter. Inga underarter finns listade i Catalogue of Life.